# Мексико-Біч (Флорида)
Мексико-Біч (англ. Mexico Beach) — місто (англ. city) в США, в окрузі Бей штату Флорида. Населення — 916 осіб (2020).

## Географія
Мексико-Біч розташоване за координатами 29°56′44″ пн. ш. 85°24′39″ зх. д. / 29.94556° пн. ш. 85.41083° зх. д. (29.945556, -85.410834).  За даними Бюро перепису населення США в 2010 році місто мало площу 4,73 км², з яких 4,59 км² — суходіл та 0,13 км² — водойми.

## Демографія
Згідно з переписом 2010 року, у місті мешкали 1072 особи в 563 домогосподарствах у складі 320 родин. Густота населення становила 227 осіб/км².  Було 1852 помешкання (392/км²).
Расовий склад населення:
| - 93,1 % — білих - 1,9 % — чорних або афроамериканців - 0,7 % — азіатів - 0,4 % — корінних американців |

До двох чи більше рас належало 3,1 %. Частка іспаномовних становила 2,6 % від усіх жителів.
За віковим діапазоном населення розподілялося таким чином: 11,3 % — особи молодші 18 років, 57,5 % — особи у віці 18—64 років, 31,2 % — особи у віці 65 років та старші. Медіана віку мешканця становила 55,1 року. На 100 осіб жіночої статі у місті припадало 94,2 чоловіків;  на 100 жінок у віці від 18 років та старших — 95,3 чоловіків також старших 18 років.
Середній дохід на одне домашнє господарство  становив 71 401 долар США (медіана — 53 553), а середній дохід на одну сім'ю — 84 657 доларів (медіана — 69 135). За межею бідності перебувало 13,5 % осіб, у тому числі 28,2 % дітей у віці до 18 років та 11,0 % осіб у віці 65 років та старших.
Цивільне працевлаштоване населення становило 452 особи. Основні галузі зайнятості: освіта, охорона здоров'я та соціальна допомога — 30,1 %, роздрібна торгівля — 14,8 %, науковці, спеціалісти, менеджери — 14,6 %.